# Spirit doll
Spirit doll é um tipo de brinquedo feito à mão ou por fábrica, que por alguma razão adquiriu características sobrenaturais por ter uma imagem sombria, gerando má sorte ao seu dono ou estando no meio de histórias com fins trágicos, tendo uma popularidade negativa entre as pessoas.

## Origens
Os primeiros bonecos, efígies, e vodu foram objetos criados por povos primitivos, para fins religiosos/cerimoniais. Esses objetos tradicionais, foram posteriormente adquiridos por civilizações para fins místicos/ocultistas. Como por exemplo, em Roma, as bonecas eram usadas frequentemente em rituais mágicos como uma forma de conexão com um deus ou deusa. No Egito os sacerdotes e místicos costumavam usar bonecos em: cerimônias religiosas, libertações espirituais e, para amaldiçoar os que eram contra a vontade dos deuses. De acordo com as crenças wiccanas, os bonecos foram usados para lançar maldições sobre os membros de uma comunidade, para fins religiosos ou tradicionais. As estátuas de inquices e bocio usadas nas tradições vodus de Angola e Congo, são bonecos tradicionais semelhantes a efígies da África Ocidental e Central, que seus praticantes acreditam serem forças "que incorporam o espírito" que podem curar ou proteger. Bonecos de vodu são novidades bastante modernas, e seu conceito é baseado nos moldes de bonecos europeus e africanos.

## Psicologicamente
Estudos sobre o motivo de pessoas considerarem os bonecos assustadores foram conduzidos com algumas hipóteses. Segundo o psicólogo Frank McAndrew, "seria uma emoção que talvez tenha sido útil na sobrevivência de nossos ancestrais. Uma emoção desagradável, mas útil para manter um estado de alerta, para ficar ou fugir. Alguns bonecos nos deixariam com medo por acionar lembranças ancestrais em nós: elas parecem vivas, mas ao mesmo tempo sabemos que não são." Concluiu que colecionar bonecos é um dos costumes mais "assustadores" que um indivíduo pode ter. Em um artigo publicado no Smithsonian.com em 2015, a escritora Linda Rodriguez McRobbie afirmou que "as bonecas fazem parte das nossas vidas há milhares de anos e, que ao passar dos anos, esses brinquedos estiveram nas mãos das crianças de todo o mundo. Tendo características de serem objetos miniaturas de humanos, fez com que os bonecos servissem para projetar seus sentimentos nelas, e que eram exemplos de comportamento para as crianças".

## Comercialização
Em 2017, um mercado surgiu onde compradores procuravam bonecos com supostos "fenômenos paranormais". Filmes com certos bonecos, como Annabelle, criaram o desejo de explorar os assuntos de bonecos atores de fenômenos sobrenaturais malígnos. Segundo Katherine Carlsob em The New Yorker, esses bonecos trazem consigo um certo fascínio que bonecos comuns não trazem, já que "bonecos mal-assombrados precisam de provas - ou pelo menos indícios suficientes de uma história para que um comprador em potencial possa se convencer da possibilidade do sobrenatural". Bonecos são normalmente vendidos por usuários anônimos e podem ser encontradas à venda no eBay, Amazon, Etsy e outros sites. Carlson relata que as listas de vendas são frequentemente acompanhadas por histórias e afirmações detalhando o histórico de bonecos e  fenômenos paranormais. A professora de folclore Libby Tucker, comprou uma boneca supostamente assombrada para discussão em sua classe, e disse que o valor de tais objetos para os estudiosos do folclore é considerável.

## Spirit dollsna cultura pop

### Filmes
Bonecos como Robert e Annabelle foram inspirações para filmes. Brinquedo Assassino , um filme produzido e lançado em 1988, segue um boneco assassino chamado Chucky e foi inspirado na história do Boneco Robert. O sucesso do primeiro filme levou à Brinquedo Assassino 2 e Brinquedo Assassino 3. Sendo um sucesso, Chucky fez seu caminho para a cultura pop, sendo referenciado em Os Simpsons e no Saturday Night Live. Toda a franquia arrecadou mais de 250 milhões de dólares. Annabelle foi a fonte de inspiração da série Annabelle e sua história foi apresentada em Invocação do mal.

### Televisão
Alguns bonecos assombrados fizeram aparições na TV. Em um episódio de Ghost Adventures, eles visitam uma ilha assombrada de bonecos. Além disso, uma boneca assassina assombrada chamada "Talky Tina", apareceu em Além da imaginação. A boneca foi inspirada no brinquedo da vida real "Chatty Cathy". Este episódio se tornou a inspiração para Os Simpsons em um episódio de "Especial de Halloween ". No entanto, em vez de ser "Talky Tina", era uma boneca Krusty, o Palhaço. No episódio "Loucura Sanitária" de Bob Esponja, Lula Molusco e Bob Esponja encontram uma boneca falante, que diz querer destruir Lula Molusco.

### Outras mídias
Em uma parte do podcast My Brother, My Brother and me, chamada "Haunted doll watch", os irmãos procuram descrições de bonecas supostamente mal-assombradas à venda no eBay.

## Spirit dollsfamosos
Embora contos de bonecos assombrados ou objetos amaldiçoados em geral tenham uma longa história, várias bonecos supostamente assombradas apareceram na cultura popular nos últimos anos. Sendo destacado alguns:

### Robert

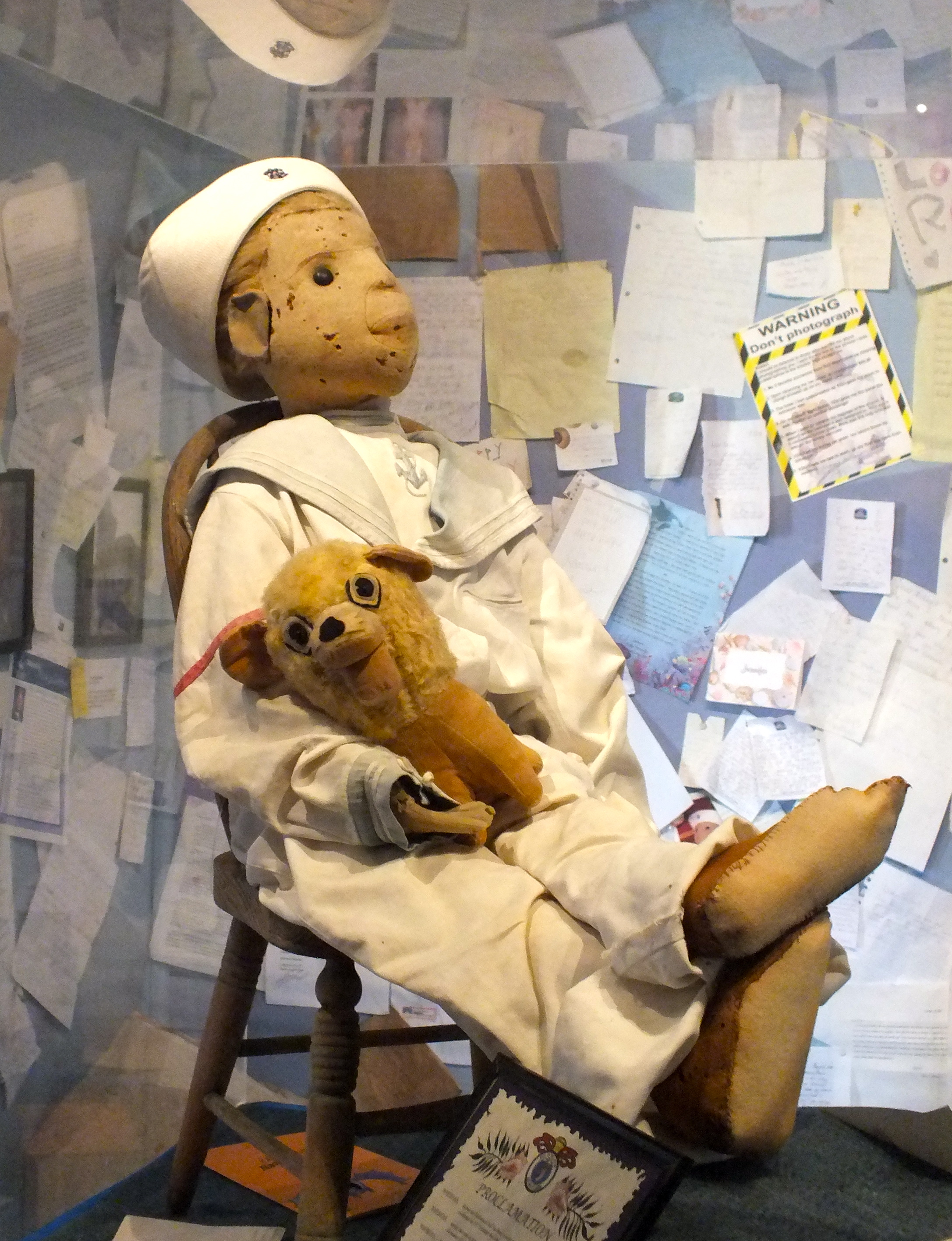
Boneco Robert

O boneco pertencia ao pintor e escritor Robert Eugene Otto, ou Gene, como era seu apelido. Seu avô que lhe deu o boneco como presente de aniversário quando era criança, quando fazia uma viagem pela Alemanha. Decidiu colocar seu próprio nome no boneco, além de vesti-lo com uma de suas roupas de marinheiro.
O boneco ficou com a família de Otto, que foi estudar artes na Europa. A casa de sua família ficava na rua Eaton, 534, em Key West, Flórida. Otto se casou Annette Parker em 3 maio de 1930. Retornaram da Europa e foram para casa de sua família em Key West, morando lá até a morte de Otto, em 1974. Sua esposa morreu dois anos depois. Depois de suas mortes, a casa da família contendo o boneco foi vendida para Myrtle Reuter, que a possuiu por 20 anos até que a propriedade foi vendida para os atuais proprietários.
Em 1994, o boneco foi doado ao Museu East Martello, que fica na mesma cidade, onde acabou se tornando uma atração turística popular. Segundo a lenda, o boneco tem habilidades sobrenaturais que permitem que ele se mova, mude suas expressões faciais e produza sons de risos.
Algumas versões da lenda afirmam que uma jovem deu a Otto o boneco como um presente ou como uma "retaliação por um delito". Outra, afirma que o boneco moveu figuras de vodu pela sala e estava "ciente do que se passava ao seu redor". E outra, dizendo que o boneco "desapareceu" depois que a casa de Otto mudou de proprietário várias vezes após sua morte, ou que Otto desencadeou os poderes sobrenaturais do boneco ao culpá-lo por acontecimentos ruins na infância.
De acordo com o folclore local, o boneco causou "acidentes de carro, ossos quebrados, perda de emprego, divórcio e muitos outros infortúnios", e os visitantes do museu supostamente experimentam "infortúnios pós-visita" por "não respeitar Robert". Foi a inspiração para Chucky, o boneco do filme de terror de 1988, Brinquedo Assassino.

### Annabelle
De acordo com o casal de investigadores Ed e Lorraine Warren, em 1968, dois colegas de quarto reivindicaram que sua boneca havia sido possuída pelo espírito de uma jovem menina chamada Annabelle Higgins. Os Warrens levaram a boneca, dizendo as meninas que a boneca estava sendo controlada por forças do mal. Foi colocada em exibição no Museu Oculto dos Warrens em Monroe, Connecticut, nos Estados Unidos. A boneca serviu de inspiração para os filmes da franquia Invocação do mal e de seu filme solo Annabelle.

### Boneca Letta
Em Brisbane, no estado de Queensland, Austrália, Kerry Walton apareceu em vários programas de televisão com uma boneca que diz ter achado quando visitou um prédio abandonado em 1972 em Wagga Wagga, na Austrália. De acordo com Walton, ele nomeou o boneco de "Letta Me Out" por supostas características sobrenaturais. Kerry afirma que pessoas viram a boneca se mexer na frente delas, e que a boneca deixou marcas visíveis de arranhões pela casa. Atualmente, é propriedade de Kerry em Warwick, Queensland.

### Okiku
Segundo lendas do folclore japonês, foi em 1918, quando um jovem chamado Eikichi Suzuki,  de 17 anos de idade, comprou uma boneca para sua irmã mais nova, chamada Kikuko.
A menina gostou tanto da boneca que andava para todos os lugares com ela, até na hora de dormir. Mas Kikuko começou a ficar muito doente, acometida pela gripe, já que era comum as pessoas adoecerem e até falecerem de gripe na época. E então, aos três anos, a menina acabou falecendo.
A família ficou devastada, mas guardou a boneca como uma lembrança da filha, colocando-a em um memorial, e rezando para a alma da filha. A boneca foi chamada de Okiku.
Depois desses fatos, o cabelo da boneca começou a crescer sozinho. A família teve então certeza que a alma de sua filha havia encarnado na boneca. Com o passar do tempo, a família decidiu sair da cidade e deixou a boneca na cidade.
Depois de contar a história aos monges do templo Mannenji, na ilha Hokkaido, eles entregaram Okiku aos cuidados dos monges. A boneca está em Hokkaido e é exibida até hoje.

### Pupa
Pupa ("boneca" em latim) foi feita na década de 1920 para se parecer com seu dona italiana. A dona de Pupa afirmava que a boneca falou com ela. Depois que a dona morreu em 2005, sua família colocou Pupa em uma caixa de vidro, e relatos dizem que a boneca agora muda de posição periodicamente, tem expressão faciais diferentes, e bate no vidro como se quisesse escapar, além de também dizer para mover itens em sua vitrine. De acordo com as histórias publicadas, a boneca Pupa é descrita como "receptora do espírito" de sua falecida dona italiana.

### Mandy
Feita na Alemanha entre 1910 e 1920, Mandy é uma boneca bebê de porcelana doada para o Museu de Quesnel na Colúmbia Britânica, Canadá, em 1991.
Seu dono a entregou ao museu após estranhos incidentes. O proprietário dizia ouvir um bebê chorando no porão. Depois de ser entregue ao museu, ninguém mais ouviu o choro, mas algumas coisas estranhas começaram a acontecer no lugar. As refeições dos funcionários desapareciam da geladeira, objetos desapareciam de seus lugares e  passos eram ouvidos quando ninguém mais estava no local. A boneca não tinha um local fixo dentro do museu, sempre alternando de lugar. Rumores diziam que ela não podia ficar junta a outras bonecas, pois elas apareciam danificadas.
Não se sabe como a boneca Mandy se tornou possuída, mas há duas versões famosas. A primeira de que uma menina ficou presa no porão com a boneca. A menina faleceu logo depois, e seu espírito ficou preso a boneca. Anos depois, a boneca foi encontrada no porão e o choro de uma criança era ouvido.
A segunda é um pouco mais macabra. Um homem passava perto de uma fazenda abandonada, quando escutou um choro de uma criança. Adentrando no lugar, verificou que o choro vinha do porão. Como estava escuro, não se enxergava nada, até que um raio, tornou o local visível, vindo acompanhado de um temporal. O homem viu que havia uma menina morta, não se sabendo o motivo. Mas verificou que havia uma boneca em seus braços já em decomposição. Essa boneca era Mandy.[carece de fontes?]

### Barbie de Pulau Ubin
De acordo com lendas singapurenses, a Barbie de Pulau Ubin recebeu um espírito de uma menina alemã. Na lenda conta-se que, o pai de uma menina estava sendo caçado durante a Segunda Guerra Mundial. Seus pais fugiram e levaram-a para Singapura, onde a menina acabou morrendo. Há duas versões para esse fato: na primeiro, ela acabou morrendo por causa da fome, e na segunda, teria caído de um penhasco tentando escapar dos soldados que a perseguiam. Passando-se quase cem anos depois de sua morte, um homem singapurense teve o mesmo sonho três noites seguidas. Nesse sonho uma menina caucasiana pedia-o para comprar uma boneca barbie e que a colocasse em um templo em memória de uma menina alemã. Depois de ter o mesmo sonho pela terceira vez, ao acordar, comprou a mesma boneca que havia visto em seu sonho e a colocou em um memorial, como foi pedido a ele. É exibida no templo Na Du Gu Niang, como tendo poderes sobrenaturais.[carece de fontes?]

## Ligações Externas
- Um exame de bruxas gregas e romanas antigas em toda a literatura
- História das Bonecas Bocio
- Spirit Dolls